# Ли Ши
Ли Ши (кит. трад. 李勢, упр. 李势, пиньинь Lǐ Shì, ?-361), взрослое имя Цзыжэнь (子仁) — последний император государства Чэн (Хань), существовавшего на территории современной китайской провинции Сычуань.

## Биография
Ли Ши был сыном генерала Ли Шоу от наложницы Ли. Ли Шоу был двоюродным братом основателя государства Чэн Ли Сюна и являлся генералом, Ли Ши тоже выбрал военную карьеру и стал офицером в войсках охраняющих столицу Чэнду. Когда в 338 году Ли Шоу восстал против императора Ли Ци, то Ли Ши открыл ему столичные ворота. После того, как Ли Шоу провозгласил себя императором (переименовав при этом государство из Чэн в Хань), Ли Ши был объявлен наследником престола.
В 343 году Ли Шоу скончался, и Ли Ши унаследовал трон. В 344 году он даровал вдове отца титул «вдовствующая императрица Янь», а свою жену объявил императрицей Ли. Под давлением чиновников, считавших, что Ли Шоу поступил неправильно, порвав с наследием основателя государства Ли Сюна и его отца Ли Тэ, Ли Ши включил Ли Сюна и Ли Тэ в список тех, кому совершаются приношения в императорском храме, и восстановил преемственность с режимом Ли Сюна, несмотря на смену названия страны.
В 345 году в связи с тем, что у Ли Ши не было сыновей, его младший брат Ли Гуан потребовал, чтобы его объявили наследником престола, но Ли Ши отказался. Его советники Ма Дан и Се Сымин попытались уговорить его изменить решение, приводя в качестве аргумента довод, что у Ли Ши не только сыновей нет — у него и братьев-то мало, и потому ему нужна поддержка Ли Гуана. Ли Ши заподозрил их обоих, служивших ещё его отцу, в заговоре в пользу Ли Гуана, и приказал арестовать их и казнить. Ли Гуана он понизил в титуле до Линьцюн-хоу (臨邛侯), и тот совершил самоубийство. Народ начал роптать по поводу смерти Ма и Се.
Зимой 346 года генерал Ли И и быстро двинулся на столицу, но был убит стрелой во время осады, и восстание угасло. После разгрома Ли И Ли Ши стал ещё более подозрительным и недоверчивым, не доверяя бывшим подчинённым отца. Его внутренняя политика стала вызывать отторжение народа; ситуация обострилась появлением племён лао, с которыми с трудом справлялись местные власти.
Состояние дел в государстве Чэн/Хань привлекло внимание амбициозного цзиньского генерала Хуань Вэня. Зимой 346 года Хуань Вэнь отправил доклад с просьбой о разрешении атаковать Чэн/Хань, а затем, не дожидаясь ответа центрального правительства, выступил в поход. Весной 347 года Ли Ши отправил на его перехват силы под командованием Ли Фу, Ли Цюаня и Цзань Цзяня, но Хуань Вэнь проскользнул мимо них и направился прямо на Чэнду. Ли Ши собрал оставшиеся войска и предпринял контратаку, которая поначалу была успешной. Испуганный Хуань Вэнь приказал отходить, но сигнальщик в панике вместо гонга (сигнализирующего отход) ударил в барабан (сигнализирующий атаковать). Цзиньские войска яростно атаковали и разгромили противника, позволив Хуань Вэню войти в Чэнду. Ли Ши бежал, но вскоре прислал скромную петицию, извещающую о капитуляции. После этого он сдался лично, принеся с собой гроб (что символизировало готовность принять смерть). Хуань освободил его и отправил в столицу империи Цзинь город Цзянькан, где император Му-ди простил его и даровал ему титул Гуйи-хоу (歸義侯).

## Девизы правления
- Тайхэ (太和 Tàihé) 343—346
- Цзянин (嘉寧 Jiāníng) 346—347